# Klebelsberg-Gletscher
Der Klebelsberg-Gletscher ist eine 11 km langer und bis zu 3 km breiter Gletscher im Grahamland auf der Antarktischen Halbinsel. Er fließt südlich des Finsterwalder-Gletschers vom Zentralplateau in Richtung des Lallemand-Fjords an der Loubet-Küste. Gemeinsam mit dem Finsterwalder- und dem Haefeli-Gletscher geht er kurz vor der Mündung in den Fjord in den Sharp-Gletscher über.
Erstmals vermessen wurde er zwischen 1946 und 1947 durch den Falkland Islands Dependencies Survey. Benannt ist er nach dem österreichischen Geologen und Hochgebirgsforscher Raimund von Klebelsberg (1886–1967).